# Деніел Едвін Резерфорд
Деніел Едвін Резерфорд (4 січня 1906, Стерлінг — 9 листопада 1966, Сент-Ендрюс) — відомий своїми працями в галузі абстрактної алгебри, зокрема теорії представлень симетричних груп.

## Біографія
Даніель Резерфорд, відомий друзям та колегам як Ден, народився 4 липня 1906 року в Перті, Шотландія. Закінчив Пертську академію у 1924 році. Згодом вступив до Сент-Ендрюського університету, де отримав ступінь бакалавра наук (B.Sc.) у 1927 році, магістра мистецтв (M.A.) у 1928 році, а у 1929 році йому було присуджено диплом першого класу з відзнакою з математики.
За порадою свого викладача, Герберта Тернбулла, Резерфорд продовжив дослідницьку роботу в Амстердамі під керівництвом Роланда Вайценбека. Там він здобув докторський ступінь, захистивши дисертацію з модульних інваріантів. Ця робота була винятковою, враховуючи, що Резерфорд не знав голландської мови, коли прибув до Амстердама. Його дисертація була опублікована як «Cambridge Tract Modular Invariants» у 1932 році та перевидана в Нью-Йорку у 1964 році.
Після завершення докторантури у 1932 році Резерфорд повернувся до Шотландії та отримав посаду асистента-викладача математики в Единбурзькому університеті. Через рік він перейшов до Сент-Ендрюського університету на аналогічну посаду. У 1934 році його підвищили до викладача математики та прикладної математики, доручивши йому розвивати напрямок прикладної математики в університеті. Йому допомагали один асистент та Герберт Тернбулл. У 1938 році, коли Вальтер Ледерманн був призначений асистентом у Сент-Ендрюсі, одним з його основних завдань була допомога Резерфорду в розвитку прикладної математики.
Під час Другої світової війни Резерфорд отримав звання офіцера Королівських ВПС і викладав курсантам у Сент-Ендрюсі. Незважаючи на викладацьку діяльність та розвиток прикладної математики, він продовжував свої дослідження в галузі алгебри. У 1949 році йому було присуджено ступінь доктора наук (D.Sc.).

### Академічна кар'єра та науковий внесок
У 1952 році Резерфорд був підвищений до рідера, а у 1964 році він був призначений першим Грегорі-професором прикладної математики в Сент-Ендрюсі. Хоча йому пропонували посади в Англії та за кордоном, він відмовився від них, прагнучи залишитися в Шотландії. Він публікував свої роботи переважно в шотландських математичних журналах, таких як видання Единбурзького математичного товариства, Глазгоського математичного товариства та Королівського товариства Единбурга.
Незважаючи на назву його кафедри, Резерфорд був переважно чистим математиком із сильним інтересом до алгебри. Він викладав курси з теорії ґраток, які лягли в основу його книги «Introduction to Lattice Theory», опублікованої у 1965 році. Його дослідження також не обмежувалися виключно алгеброю; він опублікував кілька важливих статей з прикладної математики.
Серед найважливіших робіт Резерфорда:
- Modular Invariants (1932) — його докторська дисертація.
- Substitutional Analysis (1948) — його найважливіша праця, що містить явні представлення симетричної групи.

Він також написав кілька інших підручників у серії Олівера та Бойда, яку заснував разом з А. С. Айткеном, зокрема «Vector Methods» (1939) та «Fluid Dynamics» (1959), які були популярними серед студентів протягом багатьох років.

### Нагороди та визнання
За видатні наукові досягнення Даніель Резерфорд був обраний членом Королівського товариства Единбурга у 1934 році. Він отримав премію Кейта від цього товариства за серію видатних робіт, опублікованих у 1951—1953 роках. Протягом цих років він опублікував статті, такі як «Compound matrices», «Application of relaxation methods to compressible flow past a double wedge» (у співавторстві з А. Р. Мітчеллом), «On the theory of relaxation» (у співавторстві з А. Р. Мітчеллом), та «Some continuant determinants arising in physics and chemistry II». Резерфорд також входив до Ради Королівського товариства Единбурга з 1954 по 1957 рік. Посмертно він був удостоєний премії Макдугалла-Брісбена від Ради Королівського товариства Единбурга за статті, опубліковані у період 1964—1965 років, серед яких «The Cayley-Hamilton theorem for semi-rings», «The eigenvalue problem for Boolean matrices», «Orthogonal Boolean matrices» та «On certain numerical coefficients associated with partitions».

### Праці
- Modular Invariants. Cambridge Tracts in Mathematics, Number 27. 1932.[7] reprint. NY: Stechert-Hafner. 1964; viii+84 p.{{cite book}}:  Обслуговування CS1: Сторінки зі значенням параметра postscript, що збігається зі стандартним значенням в обраному режимі (посилання)
- Rutherford, D. E. (1933). On the condition that two Zehfuss matrices be equal. Bull. Amer. Math. Soc. 39 (10): 801—808. doi:10.1090/s0002-9904-1933-05746-4. MR 1562732.
- Vector Methods. Edinburgh: Oliver and Boyd. 1939. reprint. Mineola, N.Y.: Dover. 2004. ISBN 0486439038; pbk{{cite book}}:  Обслуговування CS1: Сторінки зі значенням параметра postscript, що збігається зі стандартним значенням в обраному режимі (посилання)
- Substitutional Analysis. Edinburgh University Press. 1948.[8] reprint. Mineola, N.Y.: Dover. 2013. ISBN 9780486491202.
- Classical Mechanics. Oliver and Boyd. 1957; vii+200 p.{{cite book}}:  Обслуговування CS1: Сторінки зі значенням параметра postscript, що збігається зі стандартним значенням в обраному режимі (посилання)
- Fluid Dynamics. Oliver and Boyd. 1959; 228 p.{{cite book}}:  Обслуговування CS1: Сторінки зі значенням параметра postscript, що збігається зі стандартним значенням в обраному режимі (посилання)
- with E. M. Patterson: Elementary Abstract Algebra. Oliver and Boyd. 1965; vii+211 p.{{cite book}}:  Обслуговування CS1: Сторінки зі значенням параметра postscript, що збігається зі стандартним значенням в обраному режимі (посилання)
- Introduction to Lattice Theory. NY: Hafner. 1968; x+177 p.{{cite book}}:  Обслуговування CS1: Сторінки зі значенням параметра postscript, що збігається зі стандартним значенням в обраному режимі (посилання)